# São Bernardino (Atouguia da Baleia)
São Bernardino é uma aldeia da freguesia de Atouguia da Baleia, Município de Peniche,  Distrito de Leiria, na Região Oeste. Pertence à Diocese de Lisboa e à Região de Turismo do Centro. Tem uma população média de cerca de 350 habitantes. 
Situada junto ao mar é conhecida pelas suas praias que são três - a Praia de São Bernardino, a única concessionada; Praia dos Frades e Pedrogãos,  sendo muito concorrida principalmente nos meses de verão. A localidade tem como aldeias vizinhas, a norte, a Consolação, a sul, Pai Mogo, e, a este, Geraldes e Casais do Júlio.
O nome da terra deve-se à instalação de monges franciscanos num convento construído no século XV, o Convento de São Bernardino, naquela localidade e que escolheram para seu santo padroeiro São Bernardino de Siena, que cumpre o seu feriado a 20 de Maio. Convento este que foi transformado em escola agrícola sob a alçada da Casa Pia de Lisboa em 1910 com a implantação da República e com o anticlericalismo que esta trouxe consigo. Posteriormente foi reconvertido em colégio correccional feminino e mais tarde masculino já sob a batuta do Ministério da Justiça. Em 2007 este espaço foi vendido a particulares.
A 20 de Maio cumpre-se também o aniversário da fundação da União Desportiva e Cultural de São Bernardino, vulgo UDCSB ou apenas União, que constitui uma colectividade de utilidade pública sem fins lucrativos criada em 1950.
As cores oficiais da União são o amarelo e o azul, o emblema é dividido na vertical em duas fracções: a da esquerda amarela com a imagem de um livro sobreposta, a fracção da direita é de cor azul com uma clave de sol, ao centro uma bola de futebol e sobre estes a sigla da União "UDCSB"; na parte inferior um pôr do sol laranja sob um mar verde, representando a proximidade da praia. Decorrem 2 festejos anuais, um dia 20 de Maio e outro no 3º fim de semana de Agosto, altura do regresso da maior parte da população emigrante principalmente na França e Alemanha para as suas férias de Verão.